# 王志民 (1948年)
王志民（1948年8月—），男，汉族，山东淄博人，中华人民共和国政治人物，曾任中国人民政治协商会议山东省委员会副主席、中国致公党山东省委员会主任委员。山东大学中文系古典文学毕业。

## 生平
2008年，当选第十一届全国人民代表大会山东地区代表。